# Langues en Autriche
 (1er février 2025).
Motif : Statistiques qui datent ; peu d’informations sur la situation linguistique réelle (continuum entre allemand standard et dialectes bavarois et alémaniques) et les langues minoritaires.

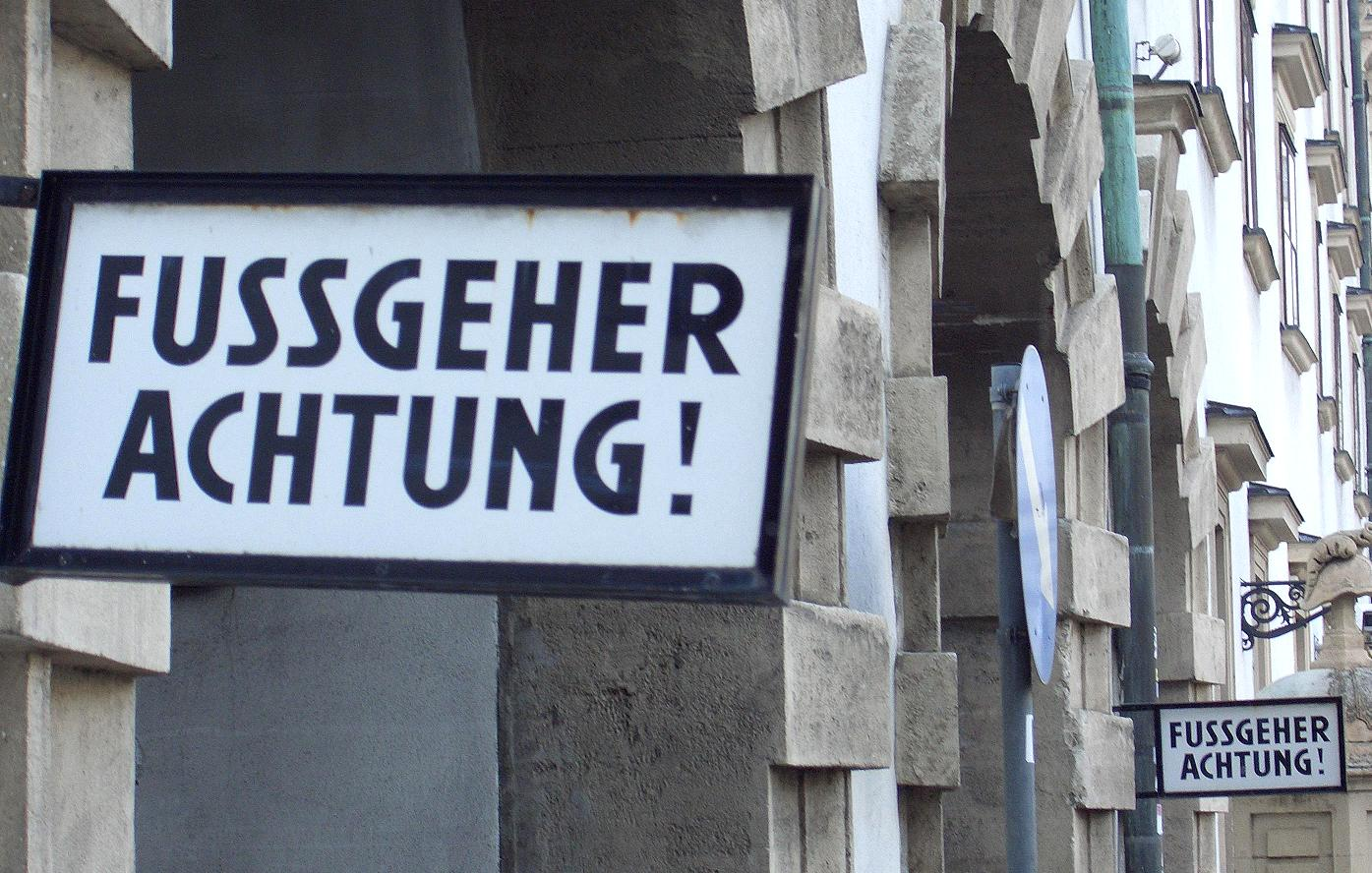
Un panneau à Vienne « Piétons, attention » utilisant le mot Fußgeher (en majuscules FUSSGEHER), au lieu de Fußgänger utilisé en Allemagne.

La langue officielle de l'Autriche est l'allemand, qui est la langue maternelle de 89 % des habitants du pays. Plus précisément, l’allemand autrichien standard est la langue officielle, mais la population utilise au quotidien différentes variétés austro-bavaroises (moyen-bavarois et bavarois du Sud) et alémaniques (dans le Vorarlberg).
Le pays reconnaît également trois langues minoritaire : le slovène en Carinthie et le hongrois et le croate du Burgenland au Burgenland.

## Éducation
En 2011, le taux d'alphabétisation, en Autriche, était de 98 %, selon le département d'État des États-Unis.

## Langues étrangères

### Connaissance des langues étrangères
Selon l'Eurobaromètre spécial numéro 386 de février/mars 2012 intitulé Les Européens et leurs langues,, l'anglais est la langue étrangère la plus couramment maîtrisée en Autriche parmi les plus de 55 ans avec 30,86 %, suivi de l'italien avec 3,45 %, puis du français avec 3,34 %. Parmi les personnes âgées de 35 à 54 ans, la maîtrise de l'anglais progresse à 39,43 %, suivie de celle du français à 6,89 %, dépassant ainsi celle de l'italien qui suit à 5,29 %. Parmi les jeunes de 15 à 34 ans, la maîtrise de l'anglais progresse encore à 52,35 %, suivie de celle du français à 10,50 %, puis de celle de l'italien à 7,37 %. Enfin, globalement, l'anglais est la langue étrangère la plus maîtrisée en Autriche avec 40,48 % des Autrichiens déclarant le maîtriser, suivi du français avec 6,80 %, puis de l'italien avec 5,31 %.
Pourcentage des personnes âgées de 15 ans et plus qui parlent les langues ci-dessous comme langue étrangère :
| Rang | Langue   | %  |
| ---- | -------- | -- |
| 1    | Anglais  | 40 |
| 2    | Français | 7  |
| 3    | Italien  | 5  |
| 4    | Allemand | 4  |
| 5    | Espagnol | 2  |
| 6    | Russe    | 1  |

Il existe une tendance générationnelle dans la connaissance des langues étrangères apprises : le russe est moins appris chez les jeunes, tandis que l'espagnol et le chinois progressent.

### Étude des langues étrangères
Les langues étrangères les plus étudiées en pourcentage d’élèves qui les apprennent dans l’enseignement primaire (CITE 1) en 2014 sont les suivantes :
| # | Langue  | %    |
| - | ------- | ---- |
| 1 | Anglais | 99,7 |
| 2 | Slovène | 0,5  |

Les langues étrangères les plus étudiées en pourcentage d’élèves qui les apprennent dans l’enseignement secondaire inférieur (CITE 2) en 2009/2010 sont les suivantes, :
| # |
| - |
| 1 |
| 2 |
| 3 |
| 4 |
| - |

| Langue   | %    |
| -------- | ---- |
| Anglais  | 99,6 |
| Français | 4,7  |
| Italien  | 2,7  |
| Espagnol | 0,7  |
| Russe    | 0,3  |

Les langues étrangères les plus étudiées en pourcentage d’élèves qui les apprennent dans l’enseignement secondaire supérieur (CITE 3) d’orientation générale et préprofessionnelle/professionnelle en 2009/2010 sont les suivantes :
| # |
| - |
| 1 |
| 2 |
| 3 |
| 4 |
| - |

| Langue   | %    |
| -------- | ---- |
| Anglais  | 98,8 |
| Français | 20,6 |
| Italien  | 9,6  |
| Espagnol | 5,8  |
| Russe    | 1,0  |

Les pourcentages d'élèves étudiant l'anglais, le français, l'allemand, l'espagnol et le russe dans l’enseignement secondaire supérieur (niveau CITE 3) d’orientation générale en 2009/2010 sont les suivants :
| # |
| - |
| - |
| - |
| - |
| - |
| - |

| Langue   | %        |
| -------- | -------- |
| Anglais  | 99,4     |
| Français | 44,2     |
| Italien  | 0 à 37,5 |
| Espagnol | 15,1     |
| Russe    | 3,1      |

Les pourcentages d'élèves étudiant l'anglais, le français, l'allemand, l'espagnol et le russe dans l’enseignement secondaire supérieur (niveau CITE 3) d’orientation préprofessionnelle/professionnelle en 2009/2010 sont les suivants :
| # |
| - |
| - |
| - |
| - |
| - |
| - |

| Langue   | %        |
| -------- | -------- |
| Anglais  | 98,6     |
| Français | 13,0     |
| Italien  | 0 à 13,5 |
| Espagnol | 2,7      |
| Russe    | 0,3      |